# MSC Fantasia
MSC Fantasia è una nave da crociera della compagnia MSC Crociere. Ha tre unità gemelle: MSC Splendida, MSC Divina e MSC Preziosa.

## Storia
MSC Fantasia è stata costruita nei cantieri Aker Yards France, poi STX France, a Saint Nazaire, ed è stata battezzata a Napoli il 18 dicembre 2008, con madrina Sophia Loren.
Nel 2010 è stata il set della prima puntata della miniserie televisiva Due imbroglioni...e mezzo!

## Caratteristiche
La nave ha una stazza di 137 936 tonnellate, una superficie di 450 000 metri quadrati, è lunga 333 metri ed è alta quasi 67 metri. Può accogliere 4 300 passeggeri, assistiti da un personale d'equipaggio di 1 300 unità.
La dotazione della nave include:
- 25 ascensori e due scalinate in cristallo Swarovski;
- lucernari in vetro di Murano;
- 5 ristoranti;
- 21 bar;
- 5 piscine;
- Area benessere denominata "MSC Aurea SPA".
- Area riservata di prima classe "MSC Yacht Club".

Tra le altre caratteristiche annovera inoltre la presenza di 1 637 cabine, 65 000 punti luce, 1 800 chilometri di cablaggio elettronico, 12 vasche d'idromassaggio, 150 fontane e getti d'acqua.
La nave è in grado di raggiungere una velocità massima di quasi 23 nodi, grazie ad una propulsione della potenza di 40 megawatt.
Questa nave doveva ospitare il vertice dei G8 del 2009 presso l'arcipelago della Maddalena ma, per motivi legati alla politica e alla situazione del terremoto in Abruzzo, il presidente del consiglio italiano insieme ai capi di Stato mondiali hanno preferito scegliere di tenere il vertice presso L'Aquila.
La Fantasia fa parte di quattro navi gemelle, le prime due delle quali montano motori elettrici di propulsione sincroni della potenza di 20200 kW l'uno. Le altre gemelle montano invece motori asincroni.
I motori diesel sono cinque di cui due a poppa (Wartsila-16V46C) e tre a prua (Wartsila-12V46C), che tramite dei generatori a 11 000 volt producono complessivamente 71400 kW.
La nave è inoltre dotata di un generatore di emergenza Caterpillar type 3512B/alt della potenza di 1360 kW.
Le eliche di manovra sono cinque, due a poppa e tre a prua della potenza di 3100 kW ciascuno.
In totale la MSC Fantasia dispone di 14 ponti destinati ai passeggeri.

### Ponte 5:Fantasia
- Teatro L'Avanguardia, a prua
- Fantasia Bar, a centro nave
- Red Velvet Restaurant, a poppa
- cabine ospiti

### Ponte 6:Magnifico
- Teatro L'Avanguardia, a prua
- Casinò delle Palme, a prua
- The Cigar Lounge, a centro nave
- Il Gioiello, a centro nave
- Video Games Arcade, a centro nave
- Accessories Shop, a centro nave
- La Boutique, a centro nave
- Piazza San Giorgio, a centro nave
- The Mini Mall, a centro nave
- L'Angolo dell'oggetto, a centro nave
- La Caramella, a centro nave
- Le Vele Bar, a centro nave
- Red Velvet Restaurant, a poppa
- Il Cerchio d'Oro Panoramic Restaurant, a poppa

### Ponte 7:Sublime
- Teatro L'Avanguardia, a prua
- Il Transatlantico Piano bar, a prua
- Sports Bar, a centro nave
- Manhattan Bar, a centro nave
- Il Cappuccino Coffe Bar, a centro nave
- La Profumeria, a centro nave
- Logo Shop, a centro nave
- La Cantina Toscana, a poppa
- Butcher's Cut, a poppa
- L'insolito Lounge, a poppa

### Ponte 8:Favola
- cabine ospiti

### Ponte 9:Radioso
- cabine ospiti

### Ponte 10:Sogno
- cabine ospiti

### Ponte 11:Meraviglia
- cabine ospiti

### Ponte 12:Incanto
- cabine ospiti

### Ponte 13:Arcobaleno
- cabine ospiti

### Ponte 14:Miraggio
- MSC Aurea Spa, a prua
- The Pool Shop, a prua
- I Tropici Covered Pool, a prua
- Aqua Park, a centro nave
- Bar delle Fontane, a centro nave
- The Glass Bar a centro nave
- Zanzibar Buffet, a poppa
- L'Africana Buffet, a poppa

### Ponte 15:Splendido
- MSC Yacht Club, a prua
  - Top Sail Lounge, a prua
  - Concierge Area, a prua
  - Library, a prua
- Il Polo Nord, a centro nave
- I Graffiti, a poppa
- Gaudi Bar, a poppa
- L'Étoile MSC Yacht Club Dedicated Restaurant, a poppa
- Lido Catalano, a poppa
- cabine ospiti

## Galleria d'immagini

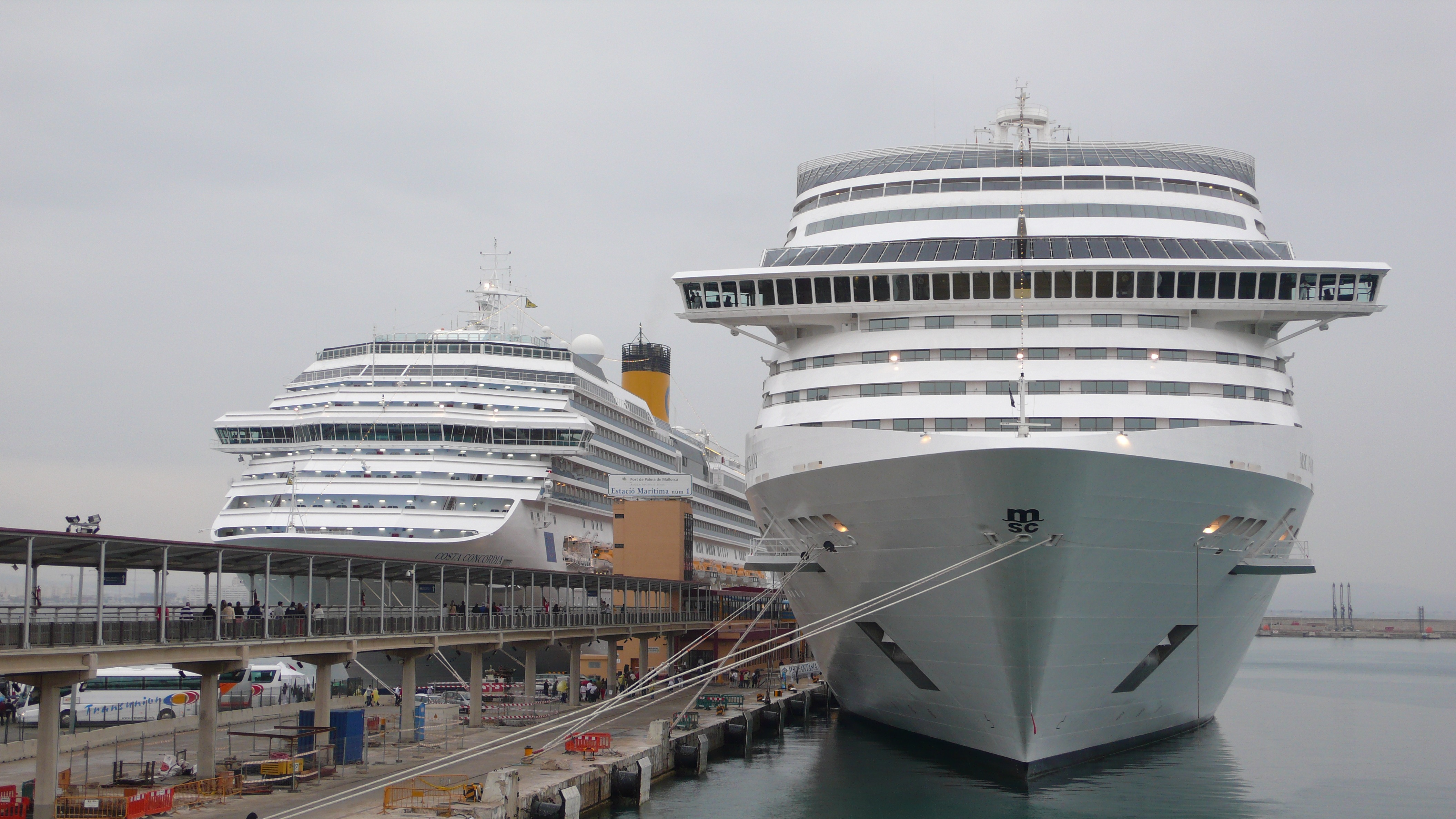
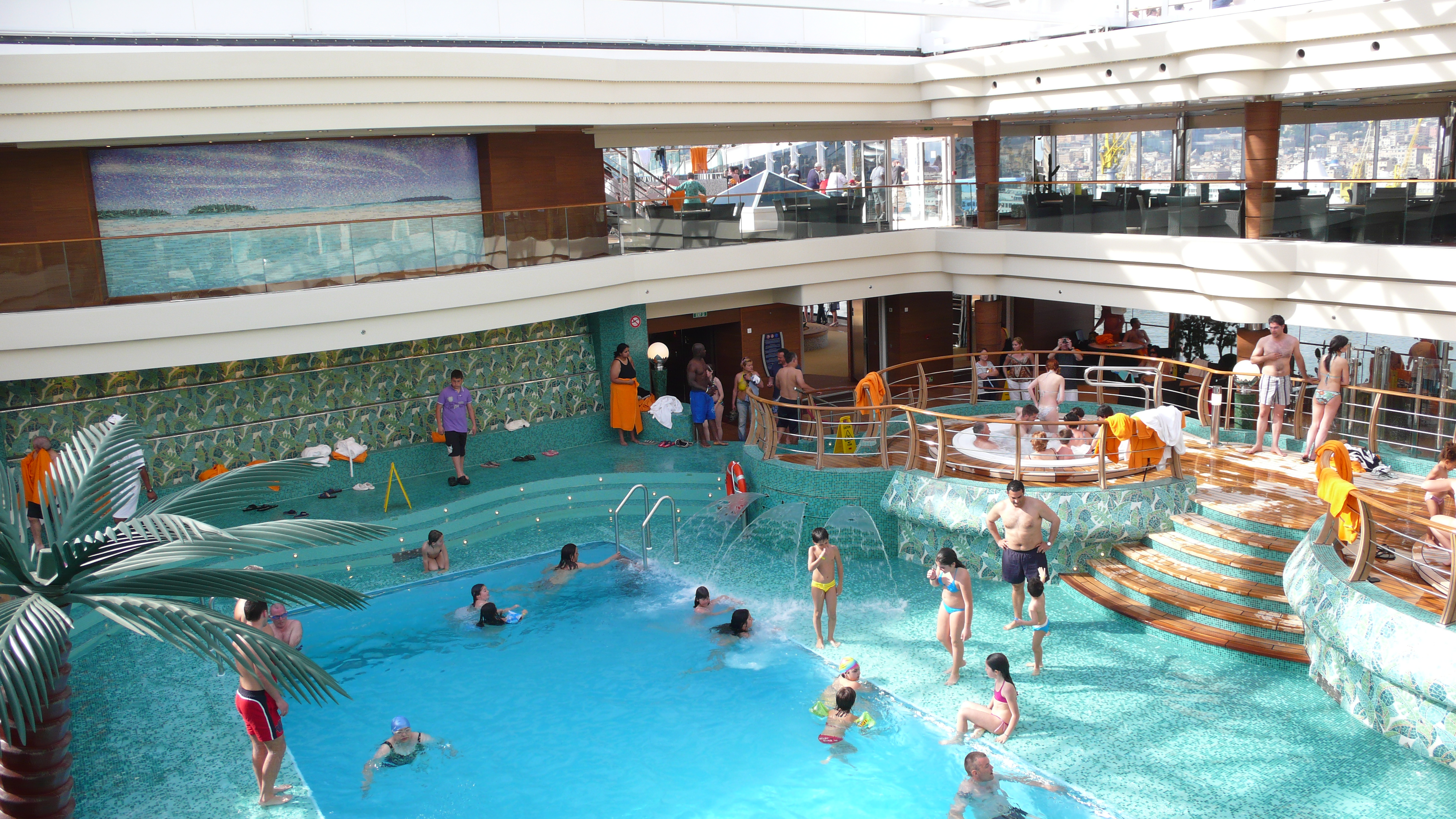

### Ponte 16:Aurora
- MSC Yacht Club, a prua
- Liquid Disco, a centro nave
- Teen Club, a centro nave
- Virtual World, a centro nave
- F1 Simulator, a poppa
- 4D Cinema, a poppa
- MSC Arena Sport Center, a poppa
- Squash, a poppa
- cabine ospiti

### Ponte 18:Sun
- MSC Yacht Club, a prua
  - The One Pool, a prua
  - The One Bar, a prua

## Navi gemelle
- MSC Splendida
- MSC Divina
- MSC Preziosa